# Національний парк Русізі
Національний парк Русізі — національний парк у Бурунді, біля річки Русізі. Це 15 км на північ від міста Бужумбура. Парк відомий своїми популяціями бегемотів та антилоп ситатунг. Також у парку проживає велика популяція крокодилів. Найвідоміший з яких крокодил Гюстав, нільський крокодил, який за чутками убив біля 300 людей. Гюстав є одним із найбільших відомих представників свого виду, які коли-небудь жили. У 2007 році про нього було знято художню стрічку "Первісне зло".